# Sven Gerhardt
Sven Gerhardt (* 1968 in Homberg (Efze)) ist ein deutscher Schauspieler, Synchronsprecher und Hörspielsprecher.

## Leben

### Ausbildung und Privates
Gerhardt absolvierte seine Schauspielausbildung von 1992 bis 1996 an der Hochschule für Musik, Theater und Medien (HMTMH) in Hannover. Gerhardt lebt seit 1999 in Berlin.

### Kino und Fernsehfilme
Seit 1995 arbeitet er als Schauspieler für Film und Fernsehen. Er hatte Rollen in Kinofilmen und Fernsehfilmen, z. B. wirkte er 1999 als Darsteller in Rosa von Praunheims Film Der Einstein des Sex mit. Zudem spielte er wiederkehrende Serienrollen und diverse Episodenrollen in mittlerweile fast allen Serien-Formaten des öffentlich-rechtlichen Fernsehens und des Privatfernsehens.
In dem ZDF-Fernsehkrimi Wer rettet Dina Foxx? (Erstausstrahlung: 2011) spielte er den Rechtsanwalt Dr. Bernd Pitz. In dem Kinofilm Wir wollten aufs Meer (2012) spielte er einen Mitarbeiter des DDR-Ministeriums für Staatssicherheit. In kleinen Rollen war er auch in dem Fernsehfilm Elly Beinhorn – Alleinflug (2014; als Zeitungsjournalist) und in dem ZDF-Krimireihe Kommissarin Heller: Querschläger (2015) zu sehen. In der ZDF-Krimireihe Ein starkes Team war er in dem Film Vergiftet (Erstausstrahlung: Januar 2017) in einer Nebenrolle zu sehen; er spielte Olaf Bredendiek, den Sous-Chef des Berliner Sternekochs Immo Haferkamp (Thomas Heinze).
Seit 2018 verkörpert er in der TV-Krimireihe Der Amsterdam-Krimi den LKA-Chef Breuer, den Vorgesetzten des LKA-Ermittlers Alex Pollack (Hannes Jaenicke).

### Episodenrollen in Serienformaten
Gerhardts Schwerpunkt als Fernsehschauspieler liegt in der Darstellung von Episodenrollen, meist in Krimiserien, wobei er häufig auch zwielichtige Charaktere und Figuren mit kriminellem Hintergrund verkörperte.
In den ZDF-Krimiserien SOKO Leipzig und Die Rosenheim-Cops war er mehrfach zu sehen. Außerdem hatte er einzelne Serienauftritte u. a. in Edel & Starck (2002; als Autoschieber Willi), SOKO Rhein-Main (2007; als Ex-Lebensgefährte und Lösegelderpresser Dragan Tanicic), KDD – Kriminaldauerdienst (2010; als Werbefachmann Herr Gräter), Küstenwache (2011; als Schiffsmakler Thorben Tissmer), Der Alte (2012; als Mann, der seine Ex-Freundin stalkt), SOKO Wismar (2012; als Tatverdächtiger, an der Seite von Julia Stinshoff und Judy Winter), Der Kriminalist (2014; als unter finanziellem Druck stehender Familienvater und Ehemann) und Die Spezialisten – Im Namen der Opfer (2016; als zu Unrecht wegen Mordes verurteilter Ex-Freund des Mordopfers).
Außerdem spielte er in Arzt- und Familienserien wie In aller Freundschaft (2002; als an Osteoporose leidender und zeugungsunfähiger Patient und Verlobter), Für alle Fälle Stefanie (2003; als Motorradfahrer Gregor) und Weißblaue Geschichten (2014; als Ehemann auf erotischen Abwegen).
Im März 2017 war er in der 6. Staffel der ZDF-Serie Letzte Spur Berlin neben Jasmin Tabatabai und Stipe Erceg in einer Doppelfolge als Geschäftsmann und Zuhälter Zlatko Kranjic zu sehen. In der ZDF-Serie SOKO Stuttgart (Erstausstrahlung: November 2017) war Gerhardt ein erfolgreicher Jagdautor, Bogenschütze und alleinerziehender Vater. In der im September/Oktober 2018 neu auf Das Erste ausgestrahlten TV-Serie Die Heiland – Wir sind Anwalt übernahm Gerhardt, an der Seite von Sebastian Kaufmane als Partner, eine der Episodenhauptrollen als SEK-Leiter und Polizeiausbilder, der sich in einen seiner männlichen Polizeischüler verliebt. In der 13. Staffel der ZDF-Krimiserie Der Kriminalist (2018) spielte er ebenfalls eine der Episodenhauptrollen, als Familienvater, der anfängt, sich auf dem „Transenstrich“ zu prostituieren. In der Auftaktfolge der 14. Staffel der ZDF-Serie Notruf Hafenkante (September 2019) spielte er den psychisch kranken und gewalttätigen Ex-Freund und Stalker der Serienhauptfigur Dr. Jasmin Jonas (Gerit Kling). In der 3. Staffel der ZDF-Serie SCHULD nach Ferdinand von Schirach (September 2019) spielte er den Notarzt und Zeugen Dr. Thielemann. In der 5. Staffel der TV-Serie In aller Freundschaft – Die jungen Ärzte (Dezember 2019) übernahm er eine dramatische Episodenhauptrolle als Patient Michael Büker, der mithilfe einer Notoperation seinen abgetrennten Arm behalten kann und sich um eine schwangere Mitpatientin sorgt.

### Sprechertätigkeit/Synchronarbeiten
Neben seiner Tätigkeit als Schauspieler arbeitet Gerhardt als Sprecher für Hörbücher, Computerspiele und in der Werbung. Er ist außerdem umfangreich als Synchronsprecher tätig. Er übernahm mittlerweile über 400 Synchronrollen. Er lieh seine Stimme u. a. Matt Battaglia, Raphael Sbarge, Josh Hartnett, Antonio Sabato junior, Ian Tracey, David Duchovny (als Agent Fox Mulder von Staffel 10 an in der Serie Akte X – Die unheimlichen Fälle des FBI, 2016), Windell Middlebrooks, Kevin Sorbo und Ian Ziering.

## Filmografie (Auswahl)
- 1995: Neulich am Deich (Kurzfilm)
- 1996: Stadtklinik (Fernsehserie, 3 Folgen)
- 1996: SK Babies (Fernsehserie, Folge Schuldig auf Verdacht)
- 1999: Der Einstein des Sex
- 2000, 2014: Alarm für Cobra 11 – Die Autobahnpolizei (Fernsehserie, verschiedene Rollen, 2 Folgen)
- 2002: Edel & Starck (Fernsehserie, Folge Mann am Steuer – ungeheuer!)
- 2002, 2024: In aller Freundschaft (Fernsehserie, verschiedene Rollen, 2 Folgen)
- 2002: Der letzte Zeuge (Fernsehserie, Folge Im Netz)
- 2003: Für alle Fälle Stefanie (Fernsehserie, 2 Folgen)
- 2003, 2011: SOKO Leipzig (Fernsehserie, verschiedene Rollen, 2 Folgen)
- 2005: Im Namen des Gesetzes (Fernsehserie, Folge Tod im Kindergarten)
- 2007: Die Spieler
- 2007: SOKO Rhein-Main (Fernsehserie, Folge Susannes Suche)
- 2007–2017: Die Rosenheim-Cops (Fernsehserie, verschiedene Rollen, 3 Folgen)
- 2008: Im Meer der Lügen (2-teiliger Fernsehfilm)
- 2009: Ein Fall für zwei (Fernsehserie, Folge Skorpion im dritten Haus)
- 2010: KDD – Kriminaldauerdienst (Fernsehserie, Folge Überraschungen)
- 2011: Küstenwache (Fernsehserie, Folge Alles oder nichts)
- 2011: Wer rettet Dina Foxx? (Fernsehfilm)
- 2012: Der Alte (Fernsehserie, Folge Lautloser Tod)
- 2012: Wir wollten aufs Meer
- 2012, 2019: SOKO Wismar (Fernsehserie, verschiedene Rollen, 2 Folgen)
- 2014: Weißblaue Geschichten (Fernsehserie, Folge Liebe geht durch den Magen/Kleider machen Leute)
- 2014, 2018: Der Kriminalist (Fernsehserie, verschiedene Rollen, 2 Folgen)
- 2014: Elly Beinhorn – Alleinflug (Fernsehfilm)
- 2015: Kommissarin Heller: Querschläger (Fernsehreihe)
- 2015: Der Lehrer (Fernsehserie, Folge Die sind verliebt, die zählen nicht!)
- 2015, 2019: Notruf Hafenkante (Fernsehserie, verschiedene Rollen, 2 Folgen)
- 2016: Die Spezialisten – Im Namen der Opfer (Fernsehserie, Folge Miss Mai 1988)
- 2016: Tödliche Geheimnisse (Fernsehreihe)
- 2017: Ein starkes Team – Vergiftet (Fernsehreihe)
- 2017: Letzte Spur Berlin (Fernsehserie, Doppelfolge Verbrannt/Tauschgeschäft)
- 2017: SOKO Stuttgart (Fernsehserie, Folge Mitten ins Herz)
- 2017: SOKO Köln (Fernsehserie, Folge Die Zeit heilt keine Wunden)
- 2018: Kommissar Dupin – Bretonisches Leuchten (Fernsehreihe)
- 2018: Werk ohne Autor
- 2018: Die Heiland – Wir sind Anwalt (Fernsehserie, Folge Wenn Du mich liebst)
- 2018: Familie Dr. Kleist (Fernsehserie, Folge Eine Frage des Vertrauens)
- seit 2018: Der Amsterdam-Krimi (Fernsehreihe)
  - 2018: Tod in der Prinzengracht
  - 2018: Auferstanden von den Toten
  - 2020: Tod im Hafenbecken
  - 2020: Das verschwundene Kind
- 2019: Dead End (Fernsehserie, Folge Mit den Cowboys kam das Verbrechen)
- 2019: Ein ganz normaler Tag (Fernsehfilm)
- 2019: SCHULD nach Ferdinand von Schirach (Fernsehserie, Folge Einsam)
- 2019: In aller Freundschaft – Die jungen Ärzte (Fernsehserie, Folge Abwege)
- 2021: Ku’damm 63 (Fernsehreihe)
- 2021: Praxis mit Meerblick – Vatertag auf Rügen (Fernsehreihe)
- 2022: Praxis mit Meerblick – Mutter und Sohn (Fernsehreihe)
- 2022: Morden im Norden (Fernsehserie, Folge Blitzerkrieg)
- 2022: Harter Brocken: Das Überlebenstraining
- 2023: In aller Freundschaft – Die jungen Ärzte (Fernsehserie, Folge Hintergangen)
- 2023: Dr. Nice – Hand aufs Herz (Fernsehreihe)
- 2024: Herrhausen – Der Herr des Geldes
- 2024: Tatort: Colonius

## Sprechrollen (Auswahl)

### Filme
- 2007: Von Frau zu Frau (Colin Ferguson als Derek)
- 2009: Die nackte Wahrheit (Rocco DiSpirito als Gast–Koch)
- 2012: Weihnachten mit Holly (als Scott Nagle für Dana Watkins)
- 2012: American Breakdown – Lebe und Lerne (Josh Hartnett als Gianni)
- 2012: Red Tails (Nate Parker als Marty „Easy“ Julian)
- 2013: Only God Forgives (Sahajak Boonthanakit als Colonel Kim)
- 2013: Hentai Kamen – Forbidden Super Hero (Tsuyoshi Muro als Tamao Ogane)
- 2014: American Heist (Tory Kittles als Ray)
- 2015: Zero Tolerance – Auge um Auge (Sahajak Boonthanakit als Peter)
- 2016: Central Intelligence (Tim Griffin als Agent Stan Mitchell)
- 2016: Money Monster (John Ventimiglia als A Team Leader)
- 2017: Monsieur Pierre geht online
- 2017: Fullmetal Alchemist als Truth (Netflix)
- 2022: The Gray Man (Callan Mulvey als Dining Car/Sierra Vier)
- 2023: Missing (Daniel Henney als Agent Elijah Park)
- 2024: Trap: No Way Out (Josh Hartnett als Cooper Adams)

### Serien
- 2009–2010: Winx Club (Staffel 4, als Anagan)
- seit 2010: Detektiv Conan (Unshō Ishizuka und Kōji Ishii als Ginzo Nakamori)
- 2011–2017: Teen Wolf (Ian Bohen als Peter Hale)
- 2013–2014/2017: Bates Motel (Ian Tracey als Remo)
- 2014–2016: Blutsbande (Björn Bengtsson als Lasse Waldemar, 20 Episoden)
- 2014–2018: Z Nation (Keith Allan als Murphy)
- 2015–2018: Dragon Ball Super (Hikaru Midorikawa als Tenshinhan)
- 2016: Victoria (Julian Finnigan als Lord Hastings, 8 Episoden)
- 2016–2019: Berlin Station (Richard Armitage als Daniel Miller)
- 2016–2022: Westworld (Clifton Collins junior als Lawrence Pedro Maria Gonzalez alias El Lazo)
- 2017–2025: S.W.A.T. (Jay Harrington als Sergeant David „Deacon“ Kay)
- 2017–2021: Haus des Geldes (Pedro Alonso als Andrés de Fonollosa Gonzalves alias Berlin)
- 2017–2021: Black Clover (Hikaru Midorikawa als Zora Ideale)
- 2019–2024: Magnum P.I. (Tim Kang als Detective Gordon Katsumoto)
- 2018: Ninjago (Kathleen Barr als Drachenschreck)
- 2018–2019: Chilling Adventures of Sabrina (Georgie Daburas als Edward Spellman)
- 2020: Treadstone (Emmett J. Scanlan als Spencer)
- 2020: Beastars (Akio Ōtsuka als Gohin)
- 2020: Der Babysitter-Club (Marc Evan Jackson als Richard Spier)
- 2021: Lupin (Grégoire Colin als Vincent)
- 2022: Andor (Gary Beadle als Clam Andor)
- 2022–2023: Monster (Manga) (Hidenobu Kiuchi als Kenzo Tenma)
- 2023: The Night Agent (Ben Cotton als Gordon Wick)
- 2024: The Acolyte (Lee Jung-sae als Sol)
- seit 2025: High Potential (Daniel Sunjata als Adam Karadec)

### Videospiele
- 2013: Lego City Undercover (Joseph May als Chase McCain)